# Lina Ron
Ninette Lina Ron Pereira (23 tháng 9 năm 1959 – 5 tháng 3 năm 2011) là một nhà lãnh đạo chính trị Venezuela. Bà là người sáng lập và chủ tịch của Đảng Thống nhất phổ biến Venezuela, một trong những đảng ủng hộ Tổng thống Hugo Chávez. Ron là một thành viên của Quốc hội, và điều hành một trong các Vòng tròn Bolivar. bà qua đời vì một cơn đau tim vào năm 2011  ở tuổi 51 và được chôn cất tại Nghĩa trang phía Nam của Plaza Andrés Eloy Blanco. Tổng thống Chávez đã ca ngợi bà là "một người lính thực sự của nhân dân" và là một "nhà cách mạng hoàn chỉnh".

## Tuổi thơ
Lina Ron được sinh ra ở Anaco, ở bang Anzoargetui vào ngày 23 tháng 9 năm 1959. Bà là con thứ tư của Manuel Ron Chira, một nhà lãnh đạo chính trị và Herminia Pereira. Bà và sáu anh em trai cùng với tám anh em họ được mẹ của Lina Ron nuôi nấng sau khi cha bà đi tù sau khi bị kết án giết người.

## Sự nghiệp chính trị
bà chuyển đến Caracas ở tuổi 27 và làm việc trong một trung tâm mua sắm trước khi trở thành một nhà lãnh đạo sinh viên cánh tả trong Comité de Luchas Populares (CLP), nơi bà kích động được cho là ủng hộ sinh viên và người bán hàng rong. Bà nhuộm tóc màu bạch kim và đóng vai trò là một nhà hoạt động.

### Cách tiếp cận chính trị
Ron rất hung hăng và không ổn định trong cách tiếp cận chính trị cấp tiến của bà đến mức ngay cả Chávez cũng gọi bà là "không thể kiểm soát", và bà thậm chí còn tự coi mình là "phần xấu xí" của "cuộc cách mạng". Bà cũng là một nhà lãnh đạo của một trong những Vòng tròn Bolivar có tên La Piedrita nói rằng những vòng tròn như vậy được "vũ trang đến tận răng". Năm 2008, bà và những người đồng hành của mình đã tấn công Cung điện của Tổng Giám mục ở Caracas và đuổi những người đang ở đó, và đã kiên quyết yêu cầu sự hỗ trợ của Giáo hội Công giáo cho sự nghiệp của cuộc cách mạng. Năm 2009, Ron dẫn đầu một cuộc tấn công vũ trang vào Globovisión, nơi bà và những kẻ tấn công đã ném hơi cay vào trụ sở của tổ chức tin tức khiến nhiều cá nhân bị thương bên trong và đe dọa an ninh của nó bằng súng. Sau đó, bà đã phải ngồi tù ba tháng sau vụ tấn công năm 2009 và được cho là được đề nghị đưa vào Visas Viper của Hoa Kỳ vì nghi ngờ những kẻ khủng bố do các hành động bạo lực.

## Qua đời
Vào ngày 5 tháng 3 năm 2011, Andrés Izarra, khi đó là người đứng đầu Bộ Thông tin và Truyền thông phổ biến tuyên bố rằng Lina Ron đã qua đời vì "bệnh tắc nghẽn mạch vành từ lâu". Các quan chức của nhà xác Bello Monte ở Caracas phán quyết rằng bà không chết vì dùng thuốc quá liều vì không có rò rỉ nào được tìm thấy trên bất kỳ cơ quan nào của cô. Sau cái chết của Ron, Tổng thống Chavez tuyên bố rằng bà "là một thanh kiếm sắc nét và ngọn lửa sống của xã hội chủ nghĩa phổ biến Cách mạng Bolivar" và rằng "với sự ra đi của Lina Ron sắc nét thanh gươm và ngọn lửa phát triển".